# Carlos A. Petit
Carlos A. Petit (2 febbraio 1913 – Buenos Aires, 18 marzo 1993) è stato uno sceneggiatore argentino.

## Biografia
Ha scritto per acclamati film come Alma de bohemio (1949), La Habana me voy, Con la música en el alma (1951) e Las Apariencias engañan (1958)

## Filmografia

### Sceneggiatore
- Cada hogar un mundo, regia di Carlos F. Borcosque (1942)
- Yo conocí a esa mujer, regia di Carlos F. Borcosque (1942)
- Un nuevo amanecer, regia di Carlos F. Borcosque (1942)
- Alma de bohemio, regia di Julio Saraceni (1949)
- A La Habana me voy, regia di Luis Bayón Herrera (1950)
- Buenos Aires a la vista, regia di Luis Bayón Herrera (1950)
- El Zorro pierde el pelo, regia di Mario C. Lugones (1950)
- Piantadino, regia di Francisco Múgica (1950)
- La barra de la esquina, regia di Julio Saraceni (1950)
- El seductor, regia di Luis Bayón Herrera (1950)
- Con la música en el alma, regia di Luis Bayón Herrera (1951)
- La vida color de rosa, regia di León Klimovsky (1951)
- Buenos Aires, mi tierra querida, regia di Julio Saraceni (1951)
- Una cubana en España, regia di Luis Bayón Herrera  (1951)
- Locuras, tiros y mambos, regia di Leo Fleider (1951)
- La mujer del león, regia di Mario C. Lugones (1951)
- Ésta es mi vida, regia di Román Viñoly Barreto (1952)
- Los sobrinos del Zorro, regia di Leo Fleider (1952)
- La casa grande, regia di Leo Fleider (1953)
- Casada y señorita, regia di Carlos Rinaldi (1954)
- Vida nocturna, regia di Leo Fleider (1955)
- Pobre pero honrado, regia di Carlos Rinaldi (1955)
- El millonario, regia di Carlos Rinaldi (1955)
- Cuando los duendes cazan perdices, regia di Luis Sandrini (1955)
- Estrellas de Buenos Aires, regia di Kurt Land (1956)
- Que me toquen las golondrinas, regia di Miguel Morayta (1957)
- Las apariencias engañan, regia di Carlos Rinaldi (1958)
- El que con niños se acuesta.., regia di Rogelio A. González (1959)
- El gordo Villanueva, regia di Julio Saraceni (1964)
- Los muchachos de mi barrio, regia di Enrique Carreras (1970)

### Serie TV
- El gran Marrone (1974)
- Las mil y una de Sapag (1984)

### Attore
- Los ojazos de mi negra, regia di Eduardo G. Ursini (1940)